# Fantasy Variations
Fantasy Variations on a Theme of Youth opus 40 is een compositie van Howard Hanson voor piano en strijkorkest.
Hanson heeft eigenlijk drie pianoconcerten geschreven: Concerto da Camera voor piano en strijkkwartet; dit werk voor piano en strijkorkest en zijn
pianoconcert voor piano en orkest. Dat zijn overigens de enige concerten die Hanson heeft gecomponeerd.
In 1951 vierde de Northampton-universiteit haar 100-jarig bestaan. Hanson heeft zijn beginopleiding in de muziekwereld hier genoten en heeft er ook lesgegeven (1915/1916). Toen hij in 1950 begon te componeren aan dit werk, dacht hij een parallel te trekken tussen de geschiedenis van de universiteit en die van hem zelf. Hij koos een thema uit zijn Concerto da Camera (uit zijn jeugd) en componeerde daar een drietal variaties bij. Het geheel natuurlijk in zijn romantische stijl.
Hijzelf gaf de première aan de universiteit.

## Bron en discografie
- Uitgave Delos International 3092; New York Chamber Symphony o.l.v. Gerard Schwarz;
- Uitgave Naxos; Philadelphia Virtuosi Chamber Orchestra o.l.v. Daniel Spalding